# Parapoecilimon antalyaensis
Parapoecilimon antalyaensis är en insektsart som beskrevs av Karabag 1975. Parapoecilimon antalyaensis ingår i släktet Parapoecilimon och familjen vårtbitare. Inga underarter finns listade i Catalogue of Life.